# Mexico (Les Humphries Singers)
Mexico werd in augustus 1972 uitgebracht door de Duitse band Les Humphries Singers, de grote groep onder leiding van Les Humphries. De plaat werd een grote hit in Nederland en werd op zaterdag 9 september 1972 verkozen tot de 80e Troetelschijf van de week op de nationale publieke popzender Hilversum 3 en bereikte de 2e positie in zowel de Daverende Dertig als de Veronica Top 40 op Radio Veronica. In het najaar van  1981 stond de single wederom genoteerd in de destijds drie landelijke hitlijsten op Hilversum 3 en bereikte respectievelijk de 9e positie in de Nederlandse Top 40, de 10e positie in de TROS Top 50 en de 8e positie in de Nationale Hitparade. In de Europese hitlijst op Hilversum 3, de TROS Europarade, werd géén notering behaald.
De plaat was een cover van de country-klassieker "Battle of New Orleans" van Johnny Horton. De melodie was grotendeels gelijk, ondanks het toevoegen van een eigen refrein (waardoor het oorspronkelijke refrein in feite een brug werd). Bovendien gaven de Singers het in die tijd meer hippie-invloeden, terwijl "The Battle of New Orleans" eigenlijk een zeemanslied was.

## Hitnoteringen

### Nederlandse Top 40
| Single met eventuele hitnotering(en) in de Nederlandse Top 40 | Datum van verschijnen | Datum van binnenkomst | Hoogste positie | Aantal weken | Opmerkingen                                                      |
| ------------------------------------------------------------- | --------------------- | --------------------- | --------------- | ------------ | ---------------------------------------------------------------- |
| Mexico                                                        |                       | 16-09-1972            | 2               | 14           | #2 in de Hilversum 3 Top 30 / Troetelschijf Hilversum 3          |
| Mexico                                                        |                       | 03-10-1981            | 9               | 8            | re-release; #8 in de Nationale Hitparade / #10 in de TROS Top 50 |

### NPO Radio 2 Top 2000
| Nummer met noteringen in de NPO Radio 2 Top 2000 | '99  | '00  | '01  | '02  | '03  | '04  | '05  | '06  | '07  | '08  |
| ------------------------------------------------ | ---- | ---- | ---- | ---- | ---- | ---- | ---- | ---- | ---- | ---- |
| Mexico                                           | 1658 | 1338 | 1169 | 1165 | 1103 | 1332 | 1313 | 1766 | 1717 | 1488 |

1. ↑  Een vetgedrukt getal geeft de hoogste notering aan.
2. ↑  Deze tabel is bijgewerkt tot en met de laatste editie (2024).